# Hermann Gebhardt
Hermann Gebhardt (* 1824; † 28. April 1899 in Gotha) war ein deutscher Theologe und Pfarrer von Molschleben.

## Leben

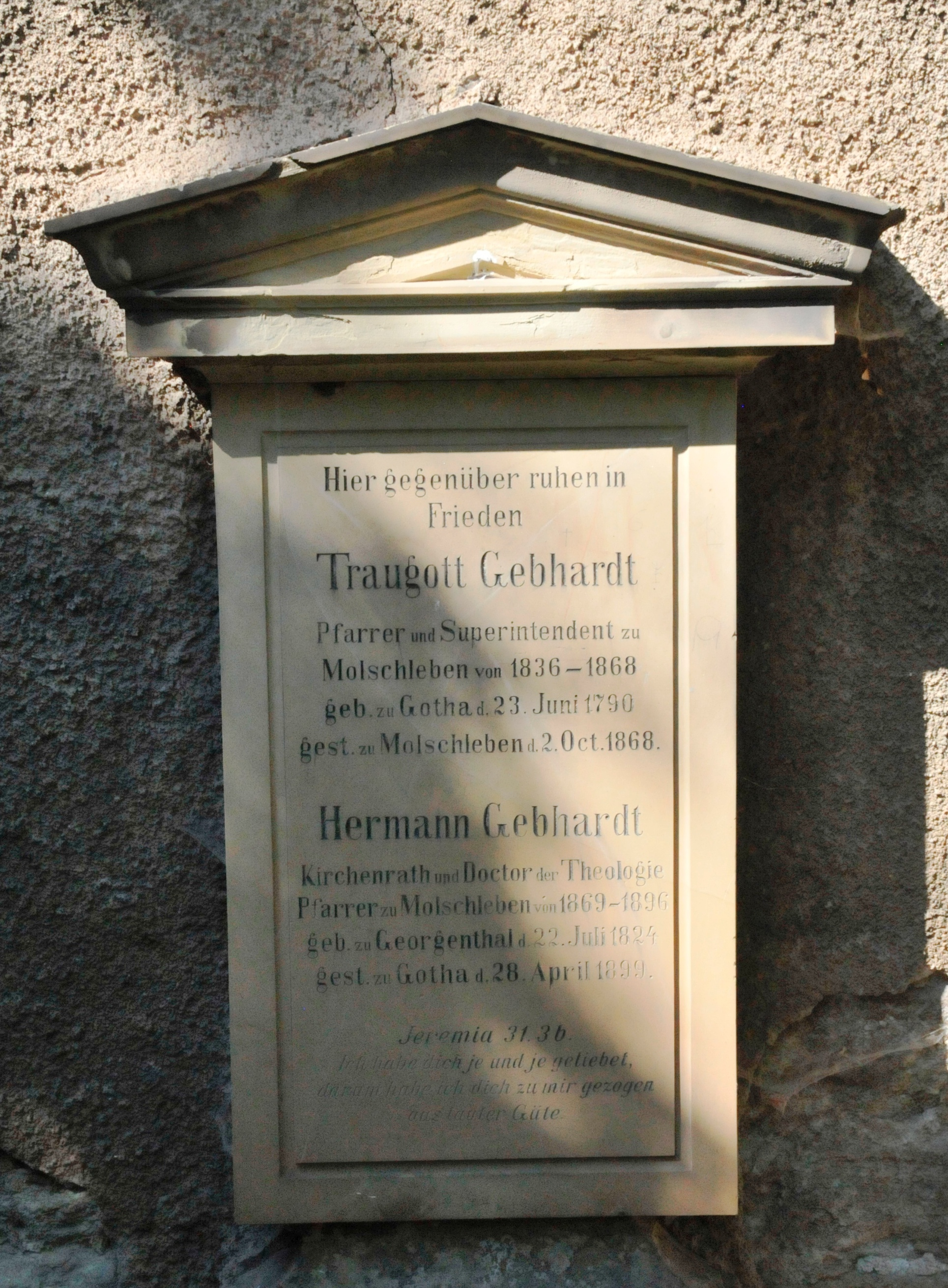
Grabplatte von Traugott und Hermann Gebhardt auf dem Molschlebener Friedhof an der Kirchenmauer

Gebhardt trat 1868 nach dem Tode seines Vaters Traugott das Pfarramt in Molschleben an und wurde dort sein Nachfolger. Einige selbst verfasste Bücher und Schriften machten ihn weit über die Grenzen des Gothaer Landes bekannt. 1864 erschien sein erstes Werk in Gotha: Die Auferstehung Christi und ihre Gegner. Sein bekanntestes Buch war Zur bäuerlichen Glaubens- und Sittenlehre.
Am 30. September 1879 wurde er anlässlich der Gründung der Thüringer Kirchlichen Konferenz in den Vorstand gewählt. Als Anerkennung für seine Arbeiten erhielt er 1893 von Herzog Ernst II. das Ritterkreuz des Ernestinischen Hausordens II. Klasse. 
Die Ehrendoktorwürde der Theologie wurde ihm zum 200. Gründungsjubiläum der Universität Halle im August 1894 verliehen. 
Im selben Jahr veröffentlichte er die Molschlebener Kirchen-Dorfchronik. 
Wegen seiner angeschlagenen Gesundheit ging Gebhardt am 1. November 1896 in den Ruhestand. Er starb am 28. April 1899 in Gotha.  Zur Erinnerung an Gebhardt und seinen Vater brachte man eine Gedenktafel an der Südwand der Molschlebener Kirche an. 

## Werke (Auswahl)
- Thüringische Kirchengeschichte, Verlag Perthes, 1882 (Digitalisate bei archive.org).
- Zur Bäuerlichen Glaubens- und Sittenlehre, Verlag Schloessmann, 1895 (Digitalisat).
- Die Bedeutung Innocenz I. fur die Entwickelung der papstlichen Gewalt, Verlag Universitat Leipzig, 1901.
- Die Abfassungszeit des Johannes Evangeliums, Verlag A. Deichert, 1906.
- Aus Der Geschichte Des Dorfes Molschleben, Verlag British Library, Historical Print Editions, 2011, ISBN 1241411913.